# Knema stellata
Knema stellata är en tvåhjärtbladig växtart. Knema stellata ingår i släktet Knema och familjen Myristicaceae.

## Underarter
Arten delas in i följande underarter:
- K. s. cryptocaryoides
- K. s. minahassae
- K. s. stellata